# Cratere Dollond
Dollond è un cratere lunare di 11,04 km situato nella parte sud-orientale della faccia visibile della Luna.
Il cratere è dedicato all'ottico britannico John Dollond.

## Crateri correlati
Alcuni crateri minori situati in prossimità di Dollond sono convenzionalmente identificati, sulle mappe lunari, attraverso una lettera associata al nome.
| Dollond | Coordinate            | Diametro (in km) |
| ------- | --------------------- | ---------------- |
| B       | 7°42′00″S 13°50′24″E  | 35,84            |
| D       | 8°12′S 12°30′E        | 8,26             |
| E       | 10°15′36″S 15°42′00″E | 5,22             |
| L       | 8°46′48″S 12°31′48″E  | 4,5              |
| M       | 10°07′12″S 16°54′36″E | 5,28             |
| T       | 9°24′36″S 14°58′12″E  | 3                |
| U       | 7°18′00″S 15°58′12″E  | 3                |
| V       | 7°54′00″S 15°26′24″E  | 5,78             |
| W       | 6°42′00″S 14°34′12″E  | 10,18            |
| Y       | 8°30′00″S 13°10′12″E  | 14,18            |